# Ol'ga Ivanova (atleta)
Ol'ga Viktorovna Ivanova (in russo Ольга Викторовна Иванова?; 6 gennaio 1979) è un'ex pesista russa.

## Palmarès
| Anno | Manifestazione  | Sede       | Evento         | Risultato | Misura  | Note |
| ---- | --------------- | ---------- | -------------- | --------- | ------- | ---- |
| 2005 | Europei indoor  | Madrid     | Getto del peso | 7ª        | 17,73 m |      |
| 2005 | Mondiali        | Helsinki   | Getto del peso | 14ª       | 17,80 m |      |
| 2006 | Mondiali indoor | Mosca      | Getto del peso | 12ª       | 17,50 m |      |
| 2008 | Olimpiadi       | Pechino    | Getto del peso | 9ª        | 18,44 m |      |
| 2010 | Mondiali indoor | Doha       | Getto del peso | 10ª       | 18,42 m |      |
| 2010 | Europei         | Barcellona | Getto del peso | Bronzo    | 19,02 m |      |